# کازینو رویال (فیلم ۲۰۰۶)
کازینو رویال (انگلیسی: Casino Royale) فیلمی در گونهٔ جاسوسی اکشن دلهره‌آور به کارگردانی مارتین کمبل است که در سال ۲۰۰۶ منتشر شد. این بیست و یکمین فیلم از مجموعهٔ فیلم‌های جیمز باند و سومین اقتباس سینمایی از رمان کازینو رویال (۱۹۵۳) نوشتهٔ ایان فلمینگ به‌شمار می‌رود که فیلم‌نامه آن توسط نیل پرویس، رابرت وید و پل هگیس نوشته شده است. کازینو رویال توسط شرکت ایون پروداکشنز و با مشارکت مترو گلدوین مایر و کلمبیا پیکچرز تولید شد و گروه سینمایی سونی پیکچرز نیز مسئولیت اکران آن را برعهده داشت. اوا گرین، مس میکلسن، جفری رایت و جودی دنچ از دیگر بازیگران این فیلم هستند.
داستان کازینو رویال در ابتدای دوران کاری جیمز باند در مقام مأمور ۰۰۷ اتفاق می‌افتد؛ جایی که او مأموریت می‌یابد در یک بازی پوکر در کازینو رویال، واقع در مونته‌نگرو شرکت کرده و یک بانکدار اروپایی نیروهای تروریستی به‌نام لوشیفر را تحویل سازمان ام‌آی۶ دهد.
پس از اکران روزی دیگر بمیر (۲۰۰۲)، ایون پروداکشنز تصمیم گرفت که مجموعهٔ فیلم‌های باند را بازراه‌اندازی کند؛ به‌طوری‌که جیمز باند در آن تجربهٔ کمتر و آسیب‌پذیری بیشتر از خود نشان دهد. این فیلم آغازکنندهٔ یک داستان ادامه‌دار است که با فیلم ذره‌ای آرامش (۲۰۰۸) دنبال می‌شود. انتخاب بازیگران این فیلم شامل جستجوی گسترده برای یافتن جانشین پیرس برازنان در نقش جیمز باند بود. با این حال، انتخاب دنیل کریگ برای این نقش که در اکتبر ۲۰۰۵ اعلام گردید، از همان ابتدا بحث‌برانگیز شد. تصویربرداری اصلی فیلم در جمهوری چک، باهاما، ایتالیا و بریتانیا انجام شد و برخی از مراحل نیز در باراندوف استودیوز و استودیوهای پاین‌وود صورت گرفت. برخلاف سایر فیلم‌های جیمز باند که مملو از صحنه‌های کامپیوتری بودند، در ساخت کازینو رویال عمدتاً از بدلکاری عملی استفاده شد.
کازینو رویال ابتدا در ۱۴ نوامبر ۲۰۰۶ در سینماهای حومۀ میدان لستر به نمایش درآمد و سپس در ۱۶ نوامبر در سرتاسر بریتانیا اکران شد. این فیلم نقدهای مثبت از سوی منتقدان دریافت کرد و برای بازآفرینی شخصیت باند از سوی کریگ و دورشدن از کلیشه‌های پیشین، مورد تحسین قرار گرفت. این فیلم بیش از ۶۱۶ میلیون دلار در سراسر جهان فروش کرد و به چهارمین فیلم پرفروش سال ۲۰۰۶ تبدیل شد. همچنین تا سال ۲۰۱۲، کازینو رویال پرفروش‌ترین فیلم جیمز باند بود. دیگر فیلم‌های این مجموعه که در سال‌های بعد اکران شدند، عبارتند از: ذره‌ای آرامش (۲۰۰۸)، اسکای‌فال (۲۰۱۲)، اسپکتر (۲۰۱۵)، زمانی برای مردن نیست (۲۰۲۱).

## خلاصۀ داستان
جیمز باند برای دریافت جواز قتل و ارتقا به درجهٔ دوصفر (۰۰)، موظف می‌شود دو هدف را به دلیل خیانت به سازمان ام‌آی۶ ترور کند. یکی از آنها درایدن (رئیس بخش اطلاعات بریتانیا در پراگ) و دیگری رابط اوست. باند وظیفه خود با کمترین خطر به انجام می‌رساند و به جایگاه مأمور ویژه با درجهٔ ۰۰۷ ارتقا پیدا می‌کند. در اوگاندا، استیون اوبانو (یکی از اعضای عالی‌رتبه ارتش مقاومت) به‌واسطهٔ آقای وایت با لوشیفر (بانکدار خصوصی نیروهای تروریستی) آشنا می‌شود. اوبانو برای سرمایه‌گذاری، ۱۰۰ میلیون دلار نزد لوشیفر به ودیعه می‌گذارد و تأکید می‌کند که علاقه‌ای به خرید سهام بورس ندارد. با این‌حال، لوشیفر که از موفقیت حمله تروریستی آتی خود به شرکت هوافضای اسکای‌فلیت اطمینان دارد، سهام آن شرکت را به‌صورت استقراضی به خریدوفروش می‌گذارد.
باند در اولین مأموریت خود به ماداگاسکار می‌رود و به‌جای دستگیر کردن بمب‌سازی به نام مولاکا، او را کشته و یک سفارتخانه را منفجر می‌کند. ام (رئیس سازمان ام‌آی۶)، باند را به دلیل نادیده‌گرفتن دستور او و ایجاد یک حادثه بین‌المللی سرزنش می‌کند. باند با بررسی اطلاعات تلفن همراه مولاکا، محل اقامت الکس دیمیتریوس (خرابکار بین‌المللی) را در باهاما پیدا می‌کند. باند پس از برنده‌شدن استون مارتین قدیمی دیمیتریوس در یک شرط‌بندی، سولانژ (همسر دیمیتریوس) را اغوا کرده و به ویلای خودش می‌برد. باند از گفت‌وگوی تلفنی سولانژ با شوهرش، متوجه می‌شود که دیمیتریوس قرار است به فرودگاه بین‌الملی میامی برود. باند هم به دنبال دیمیتریوس می‌رود و او را تا فرودگاه تعقیب می‌کند. دیمیتریوس که مولاکا را به درخواست لوشیفر برای بمب‌گذاری در نمونهٔ اولیهٔ هواپیمای اسکای‌فلیت استخدام کرده بود، با فرد دیگری به‌نام کارلوس برای انجام مأموریت بمب‌گذاری قرار می‌گذارد. دیمیتریوس در فرودگاه روی باند چاقو می‌کشد ولی درنهایت خودش کشته می‌شود. باند در فرودگاه به دنبال کارلوس می‌رود و با او درگیر می‌شود و از انفجار هواپیمای مسافربری جلوگیری می‌کند. به این ترتیب، ارزش سهام اسکای‌فلیت ثابت می‌ماند و لوشیفر پول اوبانو را از دست می‌دهد. لوشیفر با تصور این‌که کسی برنامهٔ تروریستی آنها را لو داده، سولانژ را شکنجه می‌کند و می‌کشد.
لوشیفر برای بازگرداندن پول‌های اوبانو یک تورنمنت ۱۰ نفره در کازینو رویال در مونته‌نگرو برگزار می‌کند که ورودی هر نفر ۱۰ میلیون دلار است. ام‌آی۶ به باند (به‌عنوان بهترین قمارباز سازمان) مأموریت می‌دهد که در مسابقات شرکت کند؛ با این باور که اگر لوشیفر بازنده شود، به او پیشنهاد می‌کنند که در ازای افشای اطلاعات گروه‌های تروریستی، پناهندگی دولت بریتانیا را دریافت نماید. باند با وسپر لیند (نمایندهٔ خزانه‌داری بریتانیا که بر نحوهٔ خرج ۱۰ میلیون دلار نظارت دارد) به مونته‌نگرو می‌رود و در آنجا با رنه ماتیس (رابط سازمان ام‌آی۶ در مونته‌نگرو) ملاقات می‌کند. اوبانو که از لوشیفر به‌خاطر از دست‌دادن پول‌هایش عصبانی است، به مونته‌نگرو می‌رود و او را تهدید می‌کند اما بعد اجازه می‌دهد تا برای پیروزی در تورنمنت به بازی ادامه دهد. اوبانو و محافظش در پلکان هتل با باند درگیر و درنهایت با کمک وسپر کشته می‌شوند. باند ۱۰ میلیون دلار خود را به لوشیفر می‌بازد و وسپر از دادن مجوز پنج میلیون دلار اضافه برای ادامهٔ تورنمنت خودداری می‌کند. با این حال، فلیکس لایتر (مأمور سازمان سیا) که یکی از بازیکنان تورنمنت است، پول مورد نیاز باند را می‌پردازد؛ با این شرط که باند اجازه دهد لوشیفر توسط مأموران سیا بازداشت شود. والنکا (معشوقهٔ لوشیفر)، مارتینی باند را مسموم می‌کند، اما به لطف جعبهٔ کمک‌های اولیه و حضور به‌موقع وسپر، در آخرین لحظه نجات می‌یابد. باند به بازی برمی‌گردد و لوشیفر را شکست می‌دهد. لوشیفر ابتدا وسپر را می‌رباید و بعد باند را به دام می‌اندازد. سپس آن دو را به یک کشتی متروکه می‌برد و باند را شکنجه می‌کند تا رمز عبور حسابی را که پول بازیکن برنده به آن واریز می‌شود، فاش کند. اما باند مقاومت می‌کند. پس از مدتی، آقای وایت به‌طور ناگهانی به داخل کشتی هجوم می‌آورد و لوشیفر و نیروهایش را می‌کشد، اما به‌طرز غیرقابل توضیحی از کشتن باند و وسپر چشم‌پوشی می‌کند.
باند در بیمارستان تحت مداوا قرار می‌گیرد و در کنار وسپر بهبود می‌یابد. او ماتیس را متهم می‌کند که برای لوشیفر جاسوسی کرده و دستور می‌دهد تا او را بازداشت کنند. باند عاشق وسپر می‌شود و برای این‌که در کنارهم بمانند، از ام‌آی۶ استیفا می‌دهد. آن دو با قایق بادبانی به ونیز می‌روند. وقتی ام به باند زنگ می‌زند و خبر می‌دهد که بودجهٔ ۱۵ میلیون دلاری به خزانه‌داری بریتانیا برگشت داده‌نشده، باند به وسپر مشکوک می‌شود. او وسپر را از بانک تا محل ملاقات با افراد ناشناس تعقیب می‌کند. در آنجا افراد مسلح باند را می‌بینند و وسپر را در یک ساختمان درحال بازسازی اسیر می‌کنند. باند به مخازن شناور ساختمان شلیک می‌کند و باعث می‌شود که آب کل ساختمان را بگیرد. با تخریب تدریجی ساختمان، وسپر در آسانسر گیر می‌افتد و از آنجاکه نمی‌خواهد باند او را نجات دهد، خود را در آسانسر زندانی می‌کند و غرق می‌شود. در همین حین، آقای وایت با کیف حامل ۱۲۰ میلیون دلار فرار می‌کند.
بعد از این‌که باند استیفای خود را پس می‌گیرد، ام به او اطلاع می‌دهد که سازمانی که پشت لوشیفر بوده، دوست پسر وسپر را تهدید به مرگ کرده بود، مگر این‌که وسپر جاسوس دوجانبه شود. وقتی باند با عصبانیت خیانت وسپر را محکوم می‌کند، ام عنوان می‌کند که احتمالاً وسپر برای نجات زندگی باند، بر سر پول‌ها با آقای وایت معامله کرده. باند با بررسی وسایل وسپر متوجه می‌شود که او پیامکی در تلفن همراهش گذاشته. باند با بررسی مخاطبان، شماره تلفن و محل اقامت آقای وایت را پیدا و در ملکی در دریاچه کومو به سراغش می‌رود. در آنجا، او به پای آقای وایت شلیک و در آخرین صحنه، خود را معرفی می‌کند: «باند، جیمز باند».

## بازیگران
- دنیل کریگ در نقش جیمز باند
- اوا گرین در نقش وسپر لیند
- مس میکلسن در نقش لوشیفر
- جانکارلو جانینی در نقش رنه ماتیس[E ۳]
- یسپر کریستنسن در نقش آقای وایت[E ۴]
- جودی دنچ در نقش ام
- توبیاس منزیس در نقش دستیار ام
- ایزاک دو بانکوله در نقش استیون اوبانو[E ۵]
- سیمون آبکاریان در نقش الکس دیمیتریوس[E ۶]
- جفری رایت در نقش فلیکس لایتر[E ۷]
- ایوانا میلیچویچ در نقش والنکا[E ۸]
- کلیمنس شیک در نقش محافظ لوشیفر
- کاترینا مورینو در نقش سولانژ[E ۹]
- کریستینا کول در نقش مسئول پذیرش اوشن کلاب[E ۱۰]
- کلاودیو سانتاماریا در نقش کارلوس
- سباستین فوکو در نقش مولاکا[E ۱۱]
- ملکوم سینکلیر در نقش درایدن[E ۱۲]
- لودگر پیستور در نقش سرپرست تراکنش‌های مالی در کازینو رویال
- ربه‌کا کتینگز در نقش خدمتکار

## تولید

### آماده‌سازی
اقتباس سینمایی از رمان کازینو رویال یک‌بار در سال ۱۹۵۴ در قالب برنامه تلویزیونی (با بازی بری نلسن در نقش باند و پیتر لوره در نقش لوشیفر) و بار دیگر در سال ۱۹۶۷ در قالب فیلم طنز نامتعارف (با بازی دیوید نیون در نقش باند، اورسولا اندرس در نقش وسپر لیند و اورسون ولز در نقش لوشیفر) صورت گرفت. در سال ۱۹۹۹، شرکت ایون پروداکشنز حق ساخت کازینو رویال را در پی معاوضهٔ حقوق فیلم مرد عنکبوتی بین شرکت سونی پیکچرز و مترو گلدوین مایر به‌دست‌آورد. در مارس ۲۰۰۴، نیل پرویس و رابرت وید با هدف بازگرداندن حال‌وهوای رمان‌های ایان فلمینگ، شروع به نوشتن فیلمنامه‌ای برای پیرس برازنان در نقش باند کردند. طبق پیش‌نویس اولیه، باند در ماداگاسکار به ماجراجویی می‌پرداخت و با لرد لوکان شطرنج بازی می‌کرد. قبل از نهایی‌شدن پیش‌نویس، قرار بود صحنهٔ افتتاحیه که در آن باند درجهٔ دوصفر را به‌دست می‌آورد، برگرفته از داستان‌های کوتاه کمیابی هیلدبراند و ۰۰۷ در نیویورک باشد. همچنین، به‌جای بمب‌گذاری در هواپیمای شرکت اسکای‌فلیت، قرار بود یک کشتی تفریحی در کیپ‌تاون ربوده شود.
در ابتدا کوئنتین تارانتینو برای کارگردانی فیلم کازینو رویال اعلام آمادگی کرد؛ اما ایون پروداکشنز تمایل نشان نداد. تارانتینو ادعا می‌کرد که در پشت پرده، خانوادهٔ فلمینگ را راضی کرده و معتقد بود که همین کارش بعداً باعث شد تا مراحل تولید کازینو رویال برای فیلم‌سازان هموار شود. تارانتینو می‌خواست فیلمی بسازد که داستانش در دههٔ ۱۹۶۰ روایت و پیرس برازنان در نقش باند ظاهر می‌شد.
مارتین کمبل که قبلاً فیلم  گلدن‌آی را در سال ۱۹۹۵ کارگردانی کرده بود، در فوریه ۲۰۰۵ به‌عنوان کارگردان کازینو رویال معرفی شد. کمبل احساس می‌کرد که پیش‌نویس فیلمنامه نیاز به بازنویسی دارد؛ لذا به پل هگیس پیشنهاد همکاری داد. هگیس در بازنویسی نقطهٔ اوج فیلم سهم به‌سزایی ایفا کرد. به گفتهٔ او «پیش‌نویسی که در آنجا خواندم، بسیار به رمان وفادار بود و بخش‌های اعتراف وسپر را هم شامل می‌شد؛ لذا وسپر بعد از اعتراف به خیانت، خودکشی می‌کرد. بعد هم باند به دنبال شخصیت‌های منفی می‌رفت و آنها را در خانه‌ای پیدا و آنجا را بر سرشان خراب می‌کرد. نمی‌دانم چرا؛ اما تمایل داشتم که وسپر هم در آن خانه حضور داشته باشد و باند ابتدا بخواهد او را بکشد و بعد سعی کند نجاتش دهد». هگیس همچنین گفته بود که آنها در نظر داشتند «برای شخصیت جیمز باند همان کاری انجام شود که فیلم بتمن آغاز می‌کند برای شخصیت بتمن کرده بود».
باربارا براکلی و مایکل ویلسون احساس می‌کردند که «فیلم روزی دیگر بمیر خیلی فانتزی شده» و متقاعد شده بودند که جلوه‌های تصویری رایانه‌ای در فیلم‌های اخیر جیمز باند، بیش از حد به‌کار رفته‌اند. به همین دلیل تمایل داشتند تا بدلکاری‌های کازینو رویال «با روش قدیمی» انجام شوند. با تمایل فیلم‌سازان به افزایش واقع‌گرایی، پرویس، وید و هگیس سعی کردند که فیلمنامه تا حد امکان از خط داستانی رمان پیروی کند و شخصیت تیره و آسیب‌پذیری باند حفظ شود. به دلیل مسائل مربوط به حق تکثیر و مالکیت رمان گلولهٔ آتشین، به نام سازمانی که آقای وایت در آن عضویت داشت (سازمان اسپکتر) اشاره نمی‌شود.
در سال ۲۰۰۵، شرکت سونی پیکچرز کنسرسیومی را رهبری کرد که به خرید سهام شرکت مترو گلدوین مایر انجامید و همین موضوع به آنها اجازه داد که حق پخش فیلم‌های مترو گلدوین مایر را که با کازینو رویال شروع می‌شد، به‌دست آورند.

### انتخاب بازیگران
زمانی‌که پیرس برازنان به‌عنوان بازیگر نقش باند انتخاب شد، برای چهار فیلم قرارداد بست. قرارداد او در سال ۲۰۰۲ با ساخت فیلم روزی دیگر بمیر به سرانجام رسید. در این زمان، برازنان به سن ۵۰ سالگی خود نزدیک می‌شد و گمانه‌زنی‌ها مبنی بر این‌که تهیه‌کنندگان به دنبال بازیگر جوان‌تر برای جایگزینی او هستند، آغاز شد. خود برازنان نیز رسماً اعلام کرده بود که قراردادش در فوریه ۲۰۰۴ به پایان می‌رسد. در مقطعی، مایکل ویلسون ادعا کرده بود که بیش از ۲۰۰ نفر به‌عنوان جایگزین برازنان در نظر گرفته شده‌اند.
بازی در نقش جیمز باند به هیو جکمن و کریستین بیل پیشنهاد شد؛ اما هر دو آن را رد کردند. جکمن ترجیح داد روی پروژه‌های دیگر تمرکز کند و بیل هم علاقه نداشت در مجموعه‌ای بازی کند که به‌نظرش «بیش از حد بریتانیایی» بود. گوران ویسنجیک (اهل کرواسی) با دنیل کریگ در یک روز آزمون بازیگری داد؛ اما به‌خاطر عدم تسلط به لهجه انگلیسی مورد توجه قرار نگرفت. کارل اربن (اهل نیوزلند) هم مد نظر بود؛ اما به دلیل تعهد کاری و حضور در صحنهٔ فیلم‌برداری یک اثر دیگر، نتوانست در آزمون بازیگری شرکت کند. به گفتهٔ مارتین کمبل، هنری کویل جدی‌ترین گزینه برای بازی در نقش باند بود؛ ولی مسئله این بود که ۲۲ ساله و خیلی جوان به‌نظر می‌رسید. کویل بعداً گفت که کمبل شخصاً او را رد کرد زیرا ظاهر او را برای بازی در نقش جیمز باند نامناسب تشخیص داده بود. سم ورثینگتون (اهل استرالیا) و دوگری اسکات (اهل اسکاتلند) هم برای این نقش در نظر گرفته شده بودند. از سم هیوین (اهل اسکاتلند) و متیو رایس (اهل ولز) و مایکل فاسبندر نیز آزمون بازیگری گرفته شد. فاسبندر از کسانی بود که بازی در نقش باند را به دنیل کریگ پیشنهاد داد. دیوید تننت (اهل اسکاتلند) نیز مورد توجه عوامل فیلم‌سازی بود، اگرچه خودش تا سال‌ها بعد نمی‌دانست که نامش در فهرست نهایی قرار داشته. در مقطعی، کمبل همراه با جانت هیرشنسون و جین جنکینز (مسئولان انتخاب بازیگر) به یاد می‌آوردند که با الکس الاکلین، جولین مک‌مان، ایوان مک‌گرگور، روپرت فرند و آنتونی استار هم ملاقات و دربارهٔ بازی در نقش باند با آنها صحبت کرده بودند. کلایو اوون هم چندین بار به پذیرش نقش جیمز باند نزدیک شد؛ اما در نهایت پیشنهاد را رد کرد چون نمی‌دانست چگونه باید در این نقش هنرنمایی کند. تهیه‌کنندگان همچنین با ریف فاینز دیدار کردند؛ اما او نپذیرفت چون نمی‌خواست خود را به یک مجموعه فیلم بلندمدت متعهد کند. دبی مک‌ویلیامز (مسئول انتخاب بازیگران) حس می‌کرد بازیگرانی که جوان‌تر و در دههٔ بیست سالگی زندگی‌شان قرار دارند، فاقد کاریزما و پختگی لازم برای ایفای نقش باند بودند.
در می ۲۰۰۵، دنیل کریگ اعلام کرد که شرکت مترو گلدوین مایر و همچنین مایکل ویلسون و باربارا براکلی قول داده‌اند که نقش جیمز باند را به او بدهند. در جای دیگر، متیو وان به خبرنگاران گفته بود که مترو گلدوین مایر پیشنهاد کارگردانی فیلم کازینو رویال را به او ارائه کرده. ولی ایون پروداکشنز در آن زمان هیچ‌یک از این ادعاها را تأیید نکرد. یک سال قبل از آن، کریگ حتی از بازی در این نقش صرف‌نظر کرده بود، زیرا احساس می‌کرد که مجموعهٔ فیلم‌های جیمز باند به نوعی سریال با قواعد خاص تبدیل شده‌اند. با این حال، وقتی فیلمنامه کازینو رویال را خواند، به آن علاقه‌مند شد. کریگ برای ظاهر شدن در نقش باند، تمام رمان‌های فلمینگ را خواند و حتی از عوامل موساد و سرویس اطلاعات مخفی بریتانیا که قبلاً در ساخت فیلم مونیخ مشارکت داشتند، مشورت گرفت؛ زیرا عقیده داشت که در این فیلم «باند گرچه به‌تازگی از سرویس [مخفی بریتانیا] استعفا داده ولی هنوز انگیزه برای قتل دارد… می‌توانید این را از چشمانش بخوانید. سوژه‌ها بلافاصله می‌فهمند که اوه، بله، او یک قاتل است. آنها نگاهی به اطرافشان می‌اندازند؛ سپس در اتاق قدم می‌زنند و در جستجوی راه فرار همه‌جا را بررسی می‌کنند. این همان چیزی بود که من می‌خواستم».
در ۱۴ اکتبر ۲۰۰۵، شرکت‌های ایون پروداکشنز، سونی پیکچرز و مترو گلدوین مایر در یک نشست مطبوعاتی در لندن اعلام کردند که دنیل کریگ ششمین بازیگر نقش جیمز باند خواهد بود. بعد از اتمام فیلم‌برداری تهاجم (۲۰۰۷)، کریگ با کت و شلوار رسمی و موهای نسبتاً بلند و نامرتب، در ناو جنگی اچ‌ام‌اس بلفاست بر قایق تندروی ریجید ریدر سوار شد و به‌همراه تفنگداران سلطنتی نیروی دریایی، در لنگرگاه اچ‌ام‌اس پرزیدنت در برابر مطبوعات دنیا به مصاحبه پرداخت. بلافاصله پس از این رویداد، بحث‌وجدل میان منتقدان آغاز شد و این سؤال پیش آمد که آیا تهیه‌کنندگان، بازیگر مناسبی انتخاب کرده‌اند یا نه. طی مدت زمانی که فیلم درحال ساخت بود، کارزارهای اینترنتی مانند پایگاه danielcraigisnotbond.com نارضایتی خود را از انتخاب کریگ ابراز و به نشانهٔ اعتراض تهدید کردند که تماشای فیلم را تحریم خواهند کرد. منتقدان عقیده داشتند که کریگ خصوصیات شخصیت باند را که مخاطبان به آن عادت کرده‌اند، ندارد و برخلاف بازیگران سابق، نه بلند قد و مومشکی است و نه خوش‌تیپ و کاریزماتیک به نظر می‌رسد. روزنامهٔ دیلی میرور هم در انتقاد از انتخاب دنیل کریگ، خبری در صفحه اولش با عنوان «اسمم نخودیه، جیمز نخودی» منتشر کرد. بعداً از دنیل کریگ خواسته‌شد تا برای بازی در نقش باند، موهای خود را قهوه‌ای کند؛ اما او این کار را «بی‌مورد» دانست و از انجامش خودداری کرد؛ در عوض حاضر شد که موهایش را کوتاه کند تا «قیافه‌ای بی‌رحم‌تر» داشته باشد.
نفر مهم بعدی، بازیگر نقش وسپر لیند بود. دبی مک‌ویلیامز اذعان کرده بود که آنجلینا جولی و شارلیز ترون برای این نقش «به‌طور جدی مورد توجه قرار گرفته بودند». سسیل دو فرانس (اهل بلژیک) نیز آزمون بازیگری داده بود؛ اما لهجه انگلیسی او «در حد انتظار نبود». اودره توتو (اهل فرانسه) نیز مد نظر بود؛ اما به دلیل بازی در فیلم  رمز داوینچی، یکی دیگر از فیلم‌های شرکت کلمبیا پیکچرز که در می ۲۰۰۶ اکران می‌شد، از فهرست کنار رفت. ریچل مک‌آدامز هم از بازی در این نقش انصراف داد تا بتواند روی بزرگ‌کردن فرزندانش تمرکز کند. اولیویا وایلد (اهل آمریکا) و اوا گرین (اهل فرانسه) دو گزینهٔ نهایی برای این نقش بودند. بالاخره در ۱۶ فوریه ۲۰۰۶ و درحالی‌که مدتی از آغاز فیلم‌برداری گذشته بود، گرین برای بازی در این نقش انتخاب شد. او با پذیرش نقش وسپر مجبور شد از بازی در دو فیلم باغبان وفادار (۲۰۰۵) و کوکب سیاه (۲۰۰۶) صرف‌نظر کند. گرین فیلمنامه را خواند و دریافت که «نکته‌ای که برایم جذابیت داشت، این بود که وسپر صرفاً شریک جنسی باند نبود؛ او هویت و شخصیتی مستقل داشت و از توانایی کنش برخوردار بود».
مس میکلسن برای بازی در نقش لوشیفر گفته بود که مراحل انتخابش چنان راحت و سریع طی شد که دنیل کریگ از وی پرسیده بود که برای به‌دست آوردن این نقش، آیا با کسی هم‌خوابه شده یا نه. او در این‌باره افزود: «فیلم‌سازان، افرادی وارد بودند، کارهایم را دیده بودند، بنابراین خوب شد، فقط آخرش کمی ضدحال خوردم، چون آماده بودم که کارهای بیشتری انجام دهم، اما… در انتها جزء تیم بازیگری شدم».
برای بازی در نقش فلیکس لایتر،  جفری رایت در نظر گرفته‌شد. این اولین محصول ایون پروداکشنز بود که در آن، نقش لایتر توسط یک بازیگر سیاه‌پوست ایفا می‌شد. بازیگر سیاه‌پوست دیگری به‌نام برنی کیسی قبلاً این نقش را در فیلم دیگر هرگز نگو هرگز (۱۹۸۳) بر عهده گرفته بود؛ ولی این فیلم را ایون پروداکشنز تولید نکرد.
بازی در نقش ام برعهدهٔ جودی دنچ گذاشته‌شد. دنچ تنها بازیگر فیلم‌های دوران پیرس برازنان بود که در بازراه‌اندازی این مجموعه، مجدداً ظاهر شد.

### فیلم‌برداری

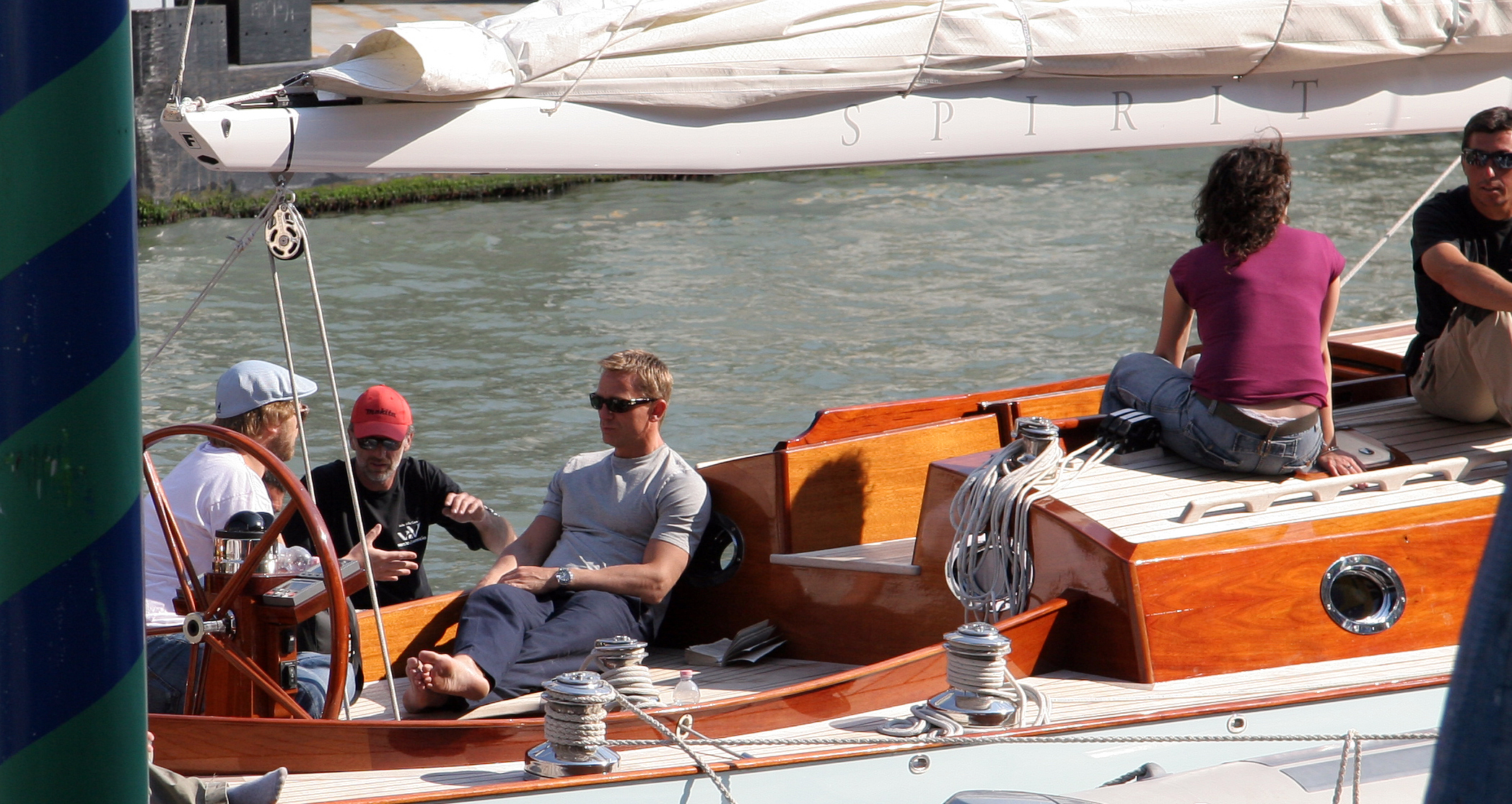
دنیل کریگ، مایکل ویلسون و سایر عوامل در قایق اسپیریت در ونیز

تصویربرداری اصلی فیلم کازینو رویال در ۳ ژانویه ۲۰۰۶ آغاز شد و در ۲۰ ژوئیه ۲۰۰۶ به پایان رسید. بخش عمدهٔ فیلم‌برداری در مجموعهٔ باراندوف استودیوز در پراگ انجام شد و با فیلم‌برداری محلی در باهاما، ایتالیا و بریتانیا ادامه پیدا کرد. سرانجام، فیلم‌برداری‌های نهایی در استودیوهای پاین‌وود پایان یافت. مایکل ویلسون اعلام کرده بود که کازینو رویال در پراگ و آفریقای جنوبی فیلم‌برداری خواهد شد. با این حال در آفریقای جنوبی، ایون پروداکشنز برای تأمین امنیت اماکنی که در آنها فیلم‌برداری انجام می‌شد، به مشکل خورد. بعد از این‌که هیچ مکان آمادهٔ دیگری یافت نشد، عوامل تولید مجبور شدند در گزینه‌های خود تجدید نظر کنند. در سپتامبر ۲۰۰۵، مارتین کمبل (کارگردان) و فیل میهیو (مدیر فیلم‌برداری)، جزیرهٔ پارادایس در باهاما را به‌عنوان گزینهٔ احتمالی مورد بررسی قرار دادند. در ۶ اکتبر ۲۰۰۵، مارتین کمبل تأیید کرد که کازینو رویال را در باهاما و «احتمالاً ایتالیا» فیلم‌برداری خواهند کرد. همراه با فیلم‌برداری‌های گستردهٔ محلی، کارهای استودیویی شامل رقص و تمرین بدلکاری در باراندوف استودیوز و استودیوهای پایین‌وود انجام شدند. فیلم‌سازی در پاین‌وود در سکوهای مختلف از جمله استودیوی مخازن شناور آب و استودیوی تاریخی ۰۰۷ صورت گرفت. فیلم‌برداری سایر صحنه‌ها هم در بریتانیا انجام شد؛ از جمله در پایگاه هوایی دانسفولد در شهرستان ساری، زمین بازی کریکت در کالج ایتن (اگرچه این صحنه از نسخهٔ نهایی فیلم حذف شد) و پیست اتومبیل‌رانی میل‌بروک در بدفوردشر.
با اتمام فیلم‌برداری در پراگ، عوامل تولید به باهاما سفر کردند. در ماه‌های فوریه و مارس، چندین محل در اطراف نیو پراویدنس، به‌ویژه در جزیره پارادایس برای فیلم‌برداری مورد استفاده قرار گرفت. ملاقاتی که در فیلم بین لوشیفر و اوبانو در شهر امباله (در اوگاندا) صورت می‌گیرد، در بلک پارک، پارک روستایی باکینگهام‌شر، در ۴ ژوئیه ۲۰۰۶ فیلم‌برداری شد. سایر صحنه‌های فیلم در املاک آلبانی‌هاوس متعلق به گلف‌بازان مشهوری مثل ارنی الز و تایگر وودز گرفته‌شدند. عوامل فیلم در ماه آوریل به جمهوری چک بازگشتند و کار را در آنجا ادامه دادند. قبل از این‌که کار در شهر کارلووی واری در ماه مه به پایان برسد، فیلم‌برداری‌های محلی در پراگ، پلانا و لوکت انجام شدند. برای ساخت فیلم، از فضای شهری کارلووی واری به‌عنوان نمای بیرونی کازینو رویال و از گرندهتل پاپ به‌عنوان هتل اسپلندید استفاده‌شد.

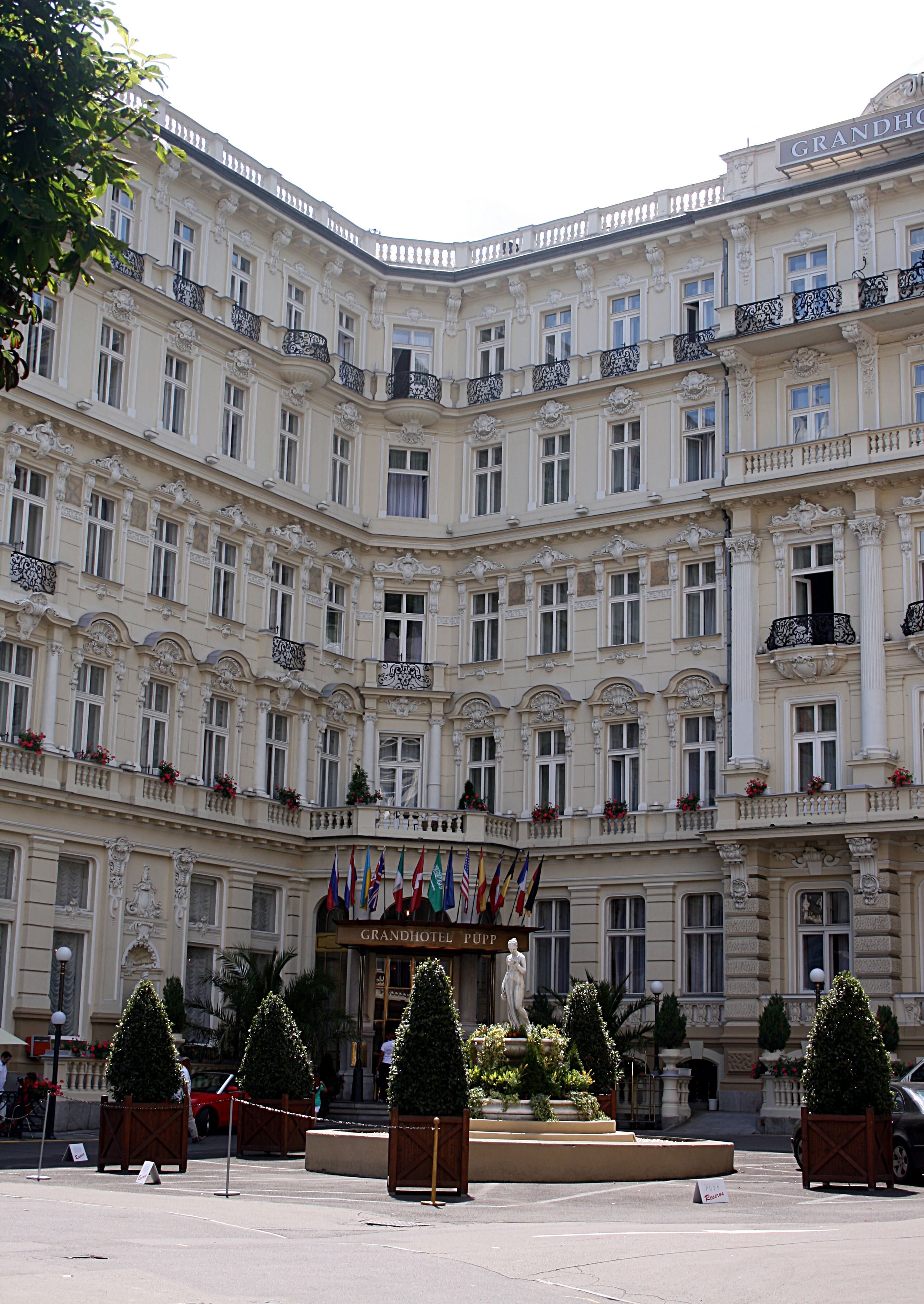
گرندهتل پاپ، کارلووی واری، جمهوری چک

فیلم‌برداری‌های محلی در کشور ایتالیا در شهر ونیز انجام شد؛ شهری که پایان فیلم در آنجا رقم خورد. صحنهٔ قایق‌سواری باند، در یک قایق بادبانی ۵۴ فوتی (۱۶ متری) به نام اسپیریت فیلم‌برداری شد. این قایق توسط اسپیریت یاچ در سافک ساخته‌شد و برای رسیدن به محل فیلم‌برداری، از زیر پل‌های مختلف شهر ونیز عبور کرد. به‌همین دلیل، قایق اسپیریت «اولین قایق بادبانی بود که در طی این ۳۰۰ سال از کانال بزرگ ونیز رد می‌شد». صحنه‌های نیمهٔ دوم فیلم در اواخر ماه مه و اوایل ژوئن فیلم‌برداری شدند. صحنۀ مربوط به اقامتگاه آقای وایت در ویلا دل بالبیانلو در سواحل دریاچه کومو و صحنه‌های مربوط به برای بیمارستانی که باند در آن تحت مداوا قرار می‌گیرد، در ویلا لا گائتا در حاشیۀ دریاچۀ مناجیو فیلم‌برداری شدند.
بازآفرینی نمایشگاه جهان بدن، زمینهٔ مناسبی برای یکی از صحنه‌های فیلم فراهم کرد. از جمله پلاستینه‌هایی که در فیلم به‌نمایش درآمدند، سه قمارباز (که نقش کلیدی در یک صحنه ایفا می‌کنند) و شیرجه اسب با سوارکار بود. مؤسس و مروج این نمایشگاه، گونتر فن هاگنس (آناتومیست آلمانی) بود که حضور کوتاهی هم در فیلم داشت؛ اگرچه فقط کلاه تجاری او قابل مشاهده بود.

### حضور تک‌جلوه
مارتین کمبل (کارگردان فیلم) نقش رانندهٔ کامیون تانکر سوخت در فرودگاه میامی را بازی کرد. راننده قبل از سوار شدن توسط کارلوس (بمب‌گذار) به قتل می‌رسد. مایکل ویلسون (تهیه‌کنندهٔ فیلم) در نقش رئیس پلیس مونته‌نگرو بازی کرد. او در سایر فیلم‌های جیمز باند نیز حضور تک‌جلوه داشت. تسای چین در نقش مادام وو (قماربازی که در کازینو رویال هم‌بازی باند و لوشیفر می‌شود) ظاهر شد. او دهه‌ها قبل در فیلم فقط دوبار زندگی می‌کنید (۱۹۶۷) در نقش لینگ (باند گرلی که به نقشهٔ قتل جیمز باند کمک می‌کند) ظاهر شده بود. با فاصلهٔ سی‌ونه سال بین این دو فیلم، او رکورد طولانی‌ترین وقفهٔ حضور در فرانچایز را در اختیار دارد. ریچارد برانسون (رئیس خطوط هوایی ویرجین آتلانتیک) نقش یکی از مأموران امنیتی در فرودگاه میامی را بازی کرد. الساندرا آمبروزیو (سوپر مدل برزیلی) نقش دختر تنیس‌باز اوشن کلاب را بازی کرد. در فیلم، وقتی باند از خودرویش پیاده می‌شود، آن دو برای لحظه‌ای سراپای همدیگر را برانداز می‌کنند.

### جلوه‌های بصری و بدلکاری
برای ساخت تیتراژ آغاز فیلم، دنیل کلاینمن (طراح گرافیک) از طرح جلد اولین نسخهٔ رمان کازینو رویال (چاپ سال ۱۹۵۳) الهام گرفت که شامل نقاشی ایان فلمینگ از ورق پاسور با حاشیه هشت دل قرمز بود که از آنها خون می‌چکید. کلاینمن گفت: «نماد دل (قلب) نه تنها نشان‌دهندهٔ قماربازی‌های باند، بلکه گویای مصیبت‌های حاصل از رابطهٔ عاشقانه او هستند. من این طرح‌ها را به روش‌های مختلف در تیتراژ آوردم؛ مثلاً از نماد خاج برای دود اسلحه استفاده کردم؛ یا در جای دیگر نشان دادم که به‌جای خون، هزاران دل (قلب) کوچک از رگ‌های بریده بیرون می‌ریزند». برای ساخت سایه‌نمای افراد درحال مبارزه، کلاینمن فیلمی از زدوخورد کریگ و گروه بدلکاران تهیه نمود و آنها را به‌کمک جلوه‌های ویژهٔ نرم‌فزار اینفرنو در شرکت فریم‌استور لندن تدوین کرد. سایه‌نمای بازیگران در بیش از ۲۰ صحنهٔ متحرک دیجیتالی، با پس‌زمینه‌ای پیچیده و خلاقانه از ورق‌های پاسور، گنجانده شد. کلاینمن تصمیم گرفت از سایه‌نمای زنان نیمه‌برهنه، که همواره در تیتراژ فیلم‌های جیمز باند دیده می‌شدند، استفاده نکند؛ زیرا عقیده داشت که روحیهٔ خانم‌بازی‌های جیمز باند با دوران عاشقانه او در کازینو رویال سازگار نیست.
برای صحنه‌های فیلم، کریس کوربولد (سرپرست جلوه‌های ویژه و مینیاتوری) از سبک فیلم‌سازی واقعی‌گرایانه استفاده کرد و جلوه‌های دیجیتال را به‌طور قابل توجه کاهش داد. به گفتهٔ کوربولد، «تصویرسازی کامپیوتری (سی‌جی‌آی) یک ابزار عالی است و می‌تواند بسیار مفید باشد؛ اما اگر لازم شود، با چنگ و دندان می‌جنگم تا کار را واقعی‌تر جلوه دهم. این بهترین راه است». سه صحنه در فیلم عمدتاً شامل جلوه‌های فیزیکی بود: تعقیب‌وگریز در ساختمانی در ماداگاسکار، تعقیب‌وگریز در فرودگاه میامی و فروریختن ساختمان در ونیز که با صحنه‌سازی‌های واقعی در کانال بزرگ ونیز و نصب دکور در استودیوهای پاین‌وود تولید شدند.
صحنه‌های مربوط به تعقیب‌وگریز در ساختمان ماداگاسکار، اولین صحنه‌های گرفته‌شده بودند که فیلم‌برداری آنها در باهاما و در محل یک هتل متروکه صورت گرفت؛ جایی‌که مایکل ویلسون در جریان ساخت فیلم جاسوسی که دوستم داشت (در سال ۱۹۷۷) با آن آشنا شده بود. در آن صحنه، باند سوار لودر می‌شود و درحالی‌که مولاکا از تیرهای فولادی ساختمان بالا می‌رود، باند بیل مکانیکی لودر را به پایهٔ تیرها می‌کوباند. گروه بدلکاران برای اجرایی‌کردن این صحنه، تیرهای فولادی از همان نوع ساخت و راه‌های مختلفی را بررسی کرد که در آن بیل مکانیکی می‌توانست تیر فولادی بنا را از پایهٔ بتنی خارج کند. همچنین، بخشی از دیوار بتنی ساختمان که متناسب با ابعاد لودر بود، برداشته‌شد و پایه‌های آن با استفاده از فولاد به سازهٔ اصلی متصل گردید. به این ترتیب در طول فیلم، بیل مکانیکی فقط به بخش متصل به فولاد ساختمان ضربه می‌زد و باعث تخریب آن می‌شد.
بخشی از صحنهٔ مربوط به فرودگاه بین‌المللی میامی در پایگاه هوایی دانسفولد در شهرستان ساری گرفته شد؛ مکانی که از زمان مجموعهٔ تلویزیونی تخت گاز (۲۰۰۲) به شهرت رسیده بود. بقیهٔ صحنه‌ها نیز در فرودگاه‌های پراگ و میامی گرفته شدند. برای فیلم‌برداری صحنه‌ای که در آن نیروی رانش موتور هواپیما، ماشین پلیس را به هوا پرتاب می‌کند، الکساندر ویت (کارگردان و فیلم‌بردار واحد دوم) با کمک تری مدن (دستیار اول کارگردان واحد دوم) و ایان لو (سرپرست جلوه‌های ویژه)، از یک جرثقیل مجهزبه کابل سربی مقاوم استفاده کردند. به این ترتیب، کابل به سپر عقب ماشین پلیس متصل می‌شد و آن را در خلاف جهت حرکت هواپیما به پرواز درمی‌آورد.
مدل اسکای‌فلیت اس ۵۷۰ از هواپیماهای سابق خطوط مسافربری بریتیش ایرویز بود که برای استفاده در فیلم، موتورهای آن برداشته شد و ظاهرش هم اصلاح گردید. هواپیمای جدید دارای موتورهای بیرونی با مخازن سوخت جایگزین بود و موتورهای داخلی دو طرف آن نیز با ماکت موتورهای دوقلو تعویض شدند. مشخصات کابین خلبان تغییر کرد تا هواپیمای حاصل شبیه به نمونهٔ اولیهٔ یک هواپیمای مسافربری پیشرفته باشد.
نقطهٔ اوج فیلم، صحنهٔ فروریختن ساختمان در کانال ونیز بود. برای به‌ تصویر کشیدن این صحنه از یک سازهٔ مکانیکی عظیم، که تا آن زمان در ساخت فیلم‌های جیمز باند سابقه نداشت، استفاده کردند. مخازن آب داخل ساختمان، از همان مخازنی بود که زیر فواره‌های میدان ونیز قرار داشت. برای فضای داخلی ساختمان نیز از سرسرای یک خانهٔ متروکه استفاده شد. سازهٔ مکانیکی که حدود ۹۰ تن وزن داشت، به تجهیزات الکترونیکی و شیرهای هیدرولیک مجهز بود و به‌منظور ایجاد حرکت دینامیکی روی دو محور، توسط کامپیوتر کنترل می‌شد. با استفاده از همان سامانهٔ کامپیوتری، یک مدل ثانویه از سازه نیز کنترل می‌شد که تیم جلوه‌های ویژه در مقیاس یک‌سوم ساخته بود تا برای صحنهٔ فروریختن ساختمان از آن فیلم بگیرند. تنظیم دقیق حرکت آسانسور داخل سازه که می‌توانست تا عمق ۱۹ فوت (۵/۸ متر) در آب غوطه‌ور بماند، توسط مجموعه‌ای از کمپرسورها انجام می‌شد.

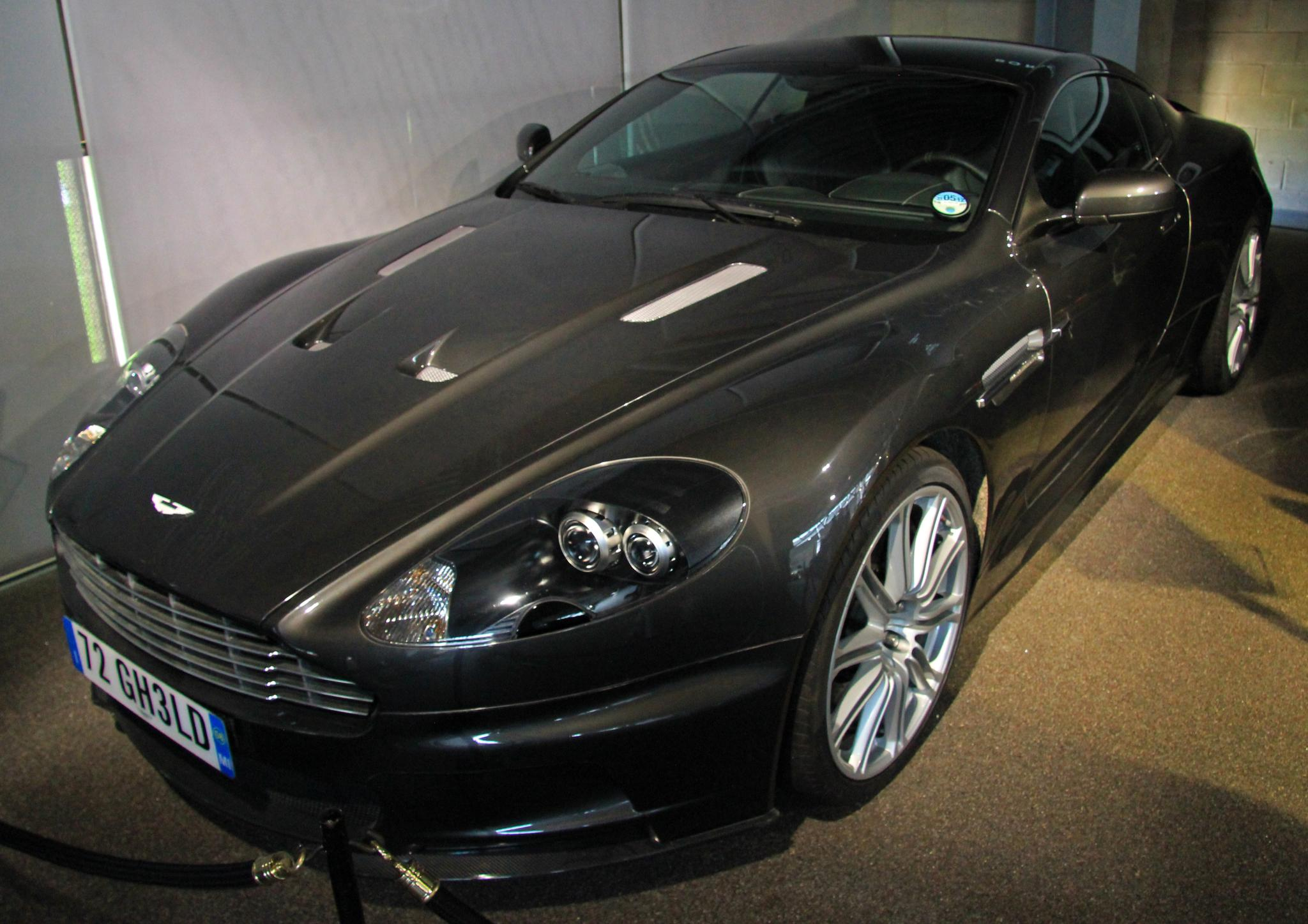
استون مارتین دی‌بی‌اس وی۱۲ مورد استفادهٔ جیمز باند در فیلم کازینو رویال

در زمان فیلم‌برداری کازینو رویال، شرکت استون مارتین هنوز در مراحل پایانی طراحی مدل دی‌بی‌اس وی۱۲ بود. شرکت استون مارتین برای تحویل دو نوع خودروی واقعی به فیلم‌سازان قرارداد داشت. علاوه بر دو دستگاه خودرو برای قهرمان فیلم، این شرکت می‌بایست جهت افزایش مقاومت در برابر ضربه، سه دستگاه دی‌بی۹ زاپاس را مشابه با مدل دی‌بی‌اس آماده و تقویت می‌کرد تا برای اجرای بدلکاری در صحنهٔ واژگونی خودروی باند استفاده‌شود. همچنین یک نمونهٔ آزمایشی سفیدرنگ دی‌بی۹ نیز به فیلم‌سازان داده‌شد تا بدلکاران چیزی برای تمرین داشته باشند. به دلیل مرکز ثقل پایین این خودرو، یک شیب‌راهۀ ۱۸ اینچی (۴۵۰ میلی‌متری) روی آسفالت جاده اجرا شد تا آدام کرلی (راننده‌ای که بدلکاری را انجام می‌داد) از آن استفاده کند. یک کپسول هوای فشرده هم در پشت صندلی راننده قرار داده‌شد تا به محض برخورد، خودرو را به چرخش به دور خود سوق دهد. خودرو با داشتن سرعتی بیش از ۷۰ مایل در ساعت (۱۱۳ کیلومتر در ساعت) در لحظهٔ برخورد، ۷ بار حین فیلم‌برداری به دور خود چرخید و این پدیده در ۵ نوامبر ۲۰۰۶ به‌عنوان یک رکورد جدید در رکوردهای جهانی گینس به ثبت رسید.

### موسیقی
موسیقی متن فیلم کازینو رویال توسط دیوید آرنولد، آهنگ‌ساز کهنه‌کار بریتانیایی، نوشته و در ۱۴ نوامبر ۲۰۰۶ توسط شرکت سونی کلاسیک ریکوردز منتشر شد. این چهارمین همکاری آرنولد در ساخت موسیقی متن فیلم‌های جیمز باند به‌شمار می‌رفت. نیکلاس داد نیز موسیقی متن فیلم را اجرا و رهبری کرد. مایکل ویلسون و باربارا براکلی در ۲۶ ژوئیه ۲۰۰۶ اعلام کردند که کریس کرنل آهنگی با عنوان اسمم را می‌دانی برای تیتراژ فیلم اجرا خواهد کرد. نت‌های اصلی این آهنگ در طول فیلم جایگزین ملودی سنتی جیمز باند شدند تا جوانی و بی‌تجربگی باند را در اولین مأموریت دوران حرفه‌ای‌اش نشان دهند. ملودی سنتی جیمز باند فقط در صحنهٔ پایانی پخش می‌شود تا تکامل شخصیت باند را در طول فیلم نشان دهد.

### تبلیغات بازاریابی

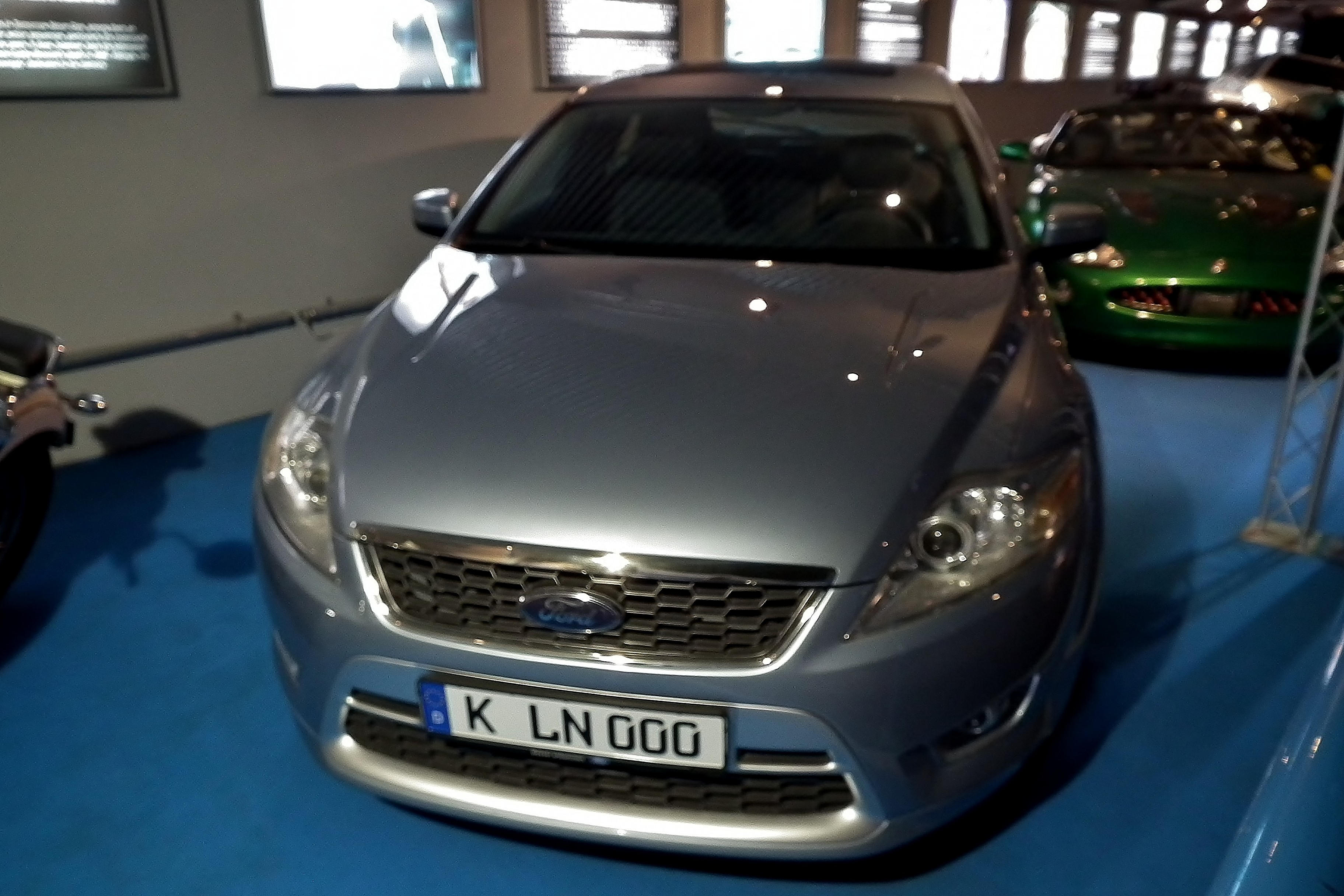
طبق قرارداد تبلیغاتی، در فیلم کازینو رویال از فورد موندئو ۲۰۰۷ رونمایی شد.

در یک معاملهٔ ۱۴ میلیون پوندی بین تولیدکنندگان فیلم و شرکت خودروسازی فورد موتور، قرار شد که مدل فورد موندئو ۲۰۰۷ در فیلم رونمایی و توسط جیمز باند استفاده گردد. دو شرکت سونی و سونی اریکسون نیز قرارداد بستند تا محصولات فناورانهٔ خود را در فیلم به‌نمایش بگذارند؛ از جمله پخش‌کنندهٔ دیسک بلوری، لپ‌تاپ وایو، دوربین سایبرشات، پخش‌کنندهٔ موسیقی دیجیتال واکمن و گوشی سونی اریکسون کا۸۰۰.
پس از این‌که فیلم روزی دیگر بمیر به کنایه «روزی دیگر بخر» عنوان گرفت (به‌دلیل این که فیلم از حمایت ۲۰ شریک تبلیغاتی برخوردار بود که نام آنها به‌طور مستقیم یا غیرمستقیم در داستان مورد اشاره قرار می‌گرفت)، ایون پروداکشنز تصمیم گرفت تبلیغات در کازینو رویال را محدود کند. شرکای تبلیغاتی این فیلم شامل کارخانهٔ آبجوسازی هینیکن ان. فی، شرکت خودروسازی فورد موتور، ودکای اسمیرنوف، شرکت ساعت‌سازی امگا اس‌آ، شرکت هواپیمایی ویرجین آتلانتیک و شرکت ارتباطات سونی اریکسون بودند.

## اکران
کازینو رویال در ۱۴ نوامبر ۲۰۰۶ به‌طور همزمان در سینماهای حومه میدان لستر لندن (سینما اودئون، سینما وست‌اند و سینما امپایر) اکران شد. این فیلم، شصتمین فیلم سلطنتی بریتانیا محسوب می‌شد و از صندوق مؤسسهٔ خیریهٔ سینما و تلویزیون بهره می‌برد. ملکه الیزابت دوم که حامی این صندوق بود، همراه با شاهزاده فیلیپ (دوک ادینبورو) برای مراسم اولین پردهٔ نمایش کازینو رویال حضور پیدا کردند. بازیگران، عوامل تولید و افراد مشهور به‌همراه ۵ هزار مهمان که بهای بلیط خود را پرداخت کرده بودند، در این مراسم حضور داشتند. در پایان، نیمی از درآمد حاصل از این نمایش به نفع صندوق مؤسسهٔ خیریه کنار گذاشته‌شد.
تنها دو روز پس از اکران رسمی کازینو رویال، نسخه‌های غیرقانونی آن در لندن پخش شدند. کیرون شارپ از فدراسیون مبارزه با سرقت حق چاپ گفت: «انتشار سریع این فیلم در خیابان‌های بریتانیا، نشان‌دهندهٔ فعالیت پیچیده و سازمان‌یافتهٔ دزدی این فیلم است». نسخه‌های غیرقانونی فیلم به‌صورت دی‌وی‌دی با قیمتی کمتر از ۱/۵۷ پوند فروخته می‌شدند. حتی یک‌بار به خود دنیل کریگ درحالی‌که با عینک و کلاه در خیابان‌های پکن قدم می‌زد تا ناشناس بماند، خرید دی‌وی‌دی این فیلم پیشنهاد شد.
در ژانویه ۲۰۰۷، کازینو رویال تبدیل به اولین فیلم جیمز باند شد که در سینماهای چین به نمایش درآمد. با این‌حال، قبل از اکران ویرایش شد و دیالوگ جودی دنچ دربارهٔ جنگ سرد دوباره دوبله شد. همچنین دیالوگ‌های جدیدی به صحنهٔ بازی در کازینو رویال اضافه شد تا روند آن را توضیح دهد؛ زیرا بازی پوکر هولدم تگزاس در چین ناشناخته بود. این فیلم از زمان اکران خود در ۳۰ ژانویه در ۴۶۸ سینمای کشور چین، تقریباً ۱۱/۷ میلیون دلار به‌دست‌آورد و همچنین با ۱/۵ میلیون دلار فروش در اولین هفتهٔ اکران، رکورد جدیدی را در ردهٔ بهترین فروش برای فیلم غیر چینی به ثبت رساند.

### حذف و سانسور
اکران کازینو رویال در بریتانیا، ایالات متحدهٔ آمریکا، آلمان و چین با سانسور همراه بود. در بریتانیا، برخی از رفتارهای سادیسمی لوشیفر و واکنش‌های جیمز باند در صحنهٔ شکنجه حذف شد تا این فیلم در ردهٔ مطلوب مجوز دریافت کند. در ایالات متحدهٔ آمریکا نیز دو صحنهٔ مبارزه برای دریافت ردهٔ پی‌جی-۱۳ سانسور شدند؛ شامل ضدوخورد بین باند و فیشر (رابط درایدن) در دستشویی و ضدوخورد بین باند و اوبانو در پلکان هتل.
در آلمان، صحنه‌ای که در آن کارلوس (بمب‌گذار) گردن مأمور پلیس فرودگاه را می‌شکند، حذف شد و در عوض با یک برداشت دیگر جایگزین گردید. در چین نیز مدت زمان صحنهٔ شکنجه، ضدوخورد در پلکان به همراه نمائی که باند آثار زخم و خونریزی خود را در دستشویی هتل تمیز می‌کند، کاهش یافت.

## بازخوردها

### گیشه
با اکران کازینو رویال در بریتانیا، رکوردهای فروش هم در اولین روز افتتاحیه (با ۱/۷ میلیون پوند) و هم در اولین هفتهٔ افتتاحیه (با ۱۳/۳ میلیون پوند) شکسته‌شد. تا پایان اکران، این فیلم ۵۵/۴ میلیون پوند در بریتانیا فروش داشت که آن را به موفق‌ترین فیلم سال بریتانیا تبدیل کرد. این فیلم تا سال ۲۰۱۱، جزء ده فیلم پرفروش تاریخ سینمای بریتانیا بود.
کازینو رویال در اولین روز اکران در ایالات متحدهٔ آمریکا، با ۱۴/۷ میلیون دلار فروش در صدر فهرست پرفروش‌ها قرار گرفت. در طول هفته نیز مجموعاً ۴۰/۸ میلیون دلار به‌دست‌آورد و پس از انیمیشن خوش‌قدم در ردهٔ دوم قرار گرفت. با این حال، کازینو رویال در ۳۷۰ مرکز سینمایی کمتر به نمایش درآمده بود و میانگین فروش بهتر داشت (۱۱/۸ هزار دلار در هر سینما برای کازینو رویال، در مقابل ۱۰/۹ هزار دلار برای خوش‌قدم). این فیلم تا پایان اکرانش در آمریکای شمالی، ۱۶۷/۴ میلیون دلار فروش کرد که سبب شد به پردرآمدترین فیلم مجموعهٔ جیمز باند در این قاره تبدیل شود. حدود دو سال بعد، ذره‌ای آرامش با ۱۶۸/۴ میلیون دلار فروش، از کازینو رویال پیشی گرفت.
در ۱۸ نوامبر ۲۰۰۶، کازینو رویال به ۴۳/۴ میلیون دلار فروش اولین هفتهٔ اکران در ۲۷ کشور جهان (به غیر از بریتانیا، ایرلند، ایالات متحده و کانادا) دست یافت. این فیلم در گیشهٔ جهانی نیز به مدت چهار هفته در جایگاه اول بود. فروش ۱۶۷/۴ میلیون دلاری در ایالات متحده آمریکا و کانادا و ۴۲۶/۸ میلیون دلاری در سایر مناطق بین‌المللی، مجموع درآمد کازینو رویال را به ۵۹۴/۲ میلیون دلار در سرتاسر دنیا رساند و آن را به چهارمین فیلم پرفروش جهان در سال ۲۰۰۶ تبدیل کرد (بعد از دزدان دریای کارائیب: صندوقچه مرد مرده، رمز داوینچی و عصر یخبندان: ذوب). این فیلم تا قبل از اکران فیلم اسکای‌فال در سال ۲۰۱۲، پرفروش‌ترین فیلم مجموعهٔ جیمز باند در گیشهٔ جهانی محسوب می‌شد.

### نقدها و نظرات
با انجام نظرسنجی در پایگاه اینترنتی راتن تومیتوز، کازینو رویال موفق به کسب امتیاز میانگین ۷/۹ از ۱۰ و جلب رضایت ۹۴ درصدی (از ۲۶۳ رأی) شد. رأی‌دهندگان این پایگاه اتفاق‌نظر داشتند که «کازینو رویال، ساده‌لوحی‌ها و ریز ابزارهایی را که جیمز باند در سفرهای اخیر به آنها آلوده شده بود، کنار می‌گذارد و دنیل کریگ نمایشی ارائه می‌دهد که طرفداران و منتقدان منتظر آن بودند: بازآفرینی مأمور ۰۰۷ در قالب شخصیتی تندوتیز، بی‌روح و سرسخت». بر اساس نظر ۴۶ منتقد در متاکریتیک، امتیاز کازینو رویال به میانگین وزنی ۸۰ از ۱۰۰ رسید که بیانگر «ملاحظات عموماً مطلوب» نسبت به فیلم بود. سینماسکور نیز برمبنای مقیاس نمره‌دهی خود که از «A+» تا «F» است، نمرهٔ «A-» به فیلم کازینو رویال داد.
عملکرد دنیل کریگ و شخصیت‌پردازی او به‌طور ویژه مورد تحسین قرار گرفت. در طول تولید، کریگ مورد بحث رسانه‌ها و مردم قرار گرفته بود، زیرا به نظر نمی‌رسید که ظاهرش شباهتی با تصویر اصلی ایان فلمینگ از شخصیت جیمز باند (قد بلند، مو مشکی و خوش‌تیپ) داشته باشد. روزنامهٔ دیلی تلگراف کیفیت شخصیت‌پردازی کریگ از باند را با عملکرد شان کانری مقایسه کرد و ضمن اشاره به این‌که فیلم چگونه از چارچوب‌های سنتی رها شده، فیلمنامه را به‌عنوان متنی که هوشمندانه به‌نگارش درآمده، ستود. مجلهٔ تایمز نیز تصویر کریگ از این شخصیت را با عملکرد تیموتی دالتون مقایسه کرد و صحنه‌های اکشن فیلم را ستود. منتقد دیگری از ساندی تایمز، به‌طور خاص صحنهٔ تعقیب با لودر در ماداگاسکار را تحسین کرد. منتقدانی مثل پل آرنت از شرکت بی‌بی‌سی فیلمز، کیم نیومن از مجلهٔ بریتانیایی امپایر و تاد مک‌کارتی از مجلهٔ آمریکایی ورایتی، از دنیل کریگ به‌عنوان اولین بازیگری یاد کردند که توانسته جیمز باند ایان فلمینگ را به‌درستی و طبق رمان اصلی به تصویر بکشد: سرسخت، خشن و خونسرد. آرنت اظهار داشت: «کریگ اولین بازیگری است که شخصیت تعریف‌شدهٔ مأمور ۰۰۷ را واقعاً نشان‌مان می‌دهد؛ او یک گولاخ است».
در آمریکای شمالی نیز استقبال گسترده‌ای از کازینو رویال شد. شبکهٔ تلویزیونی ام‌اس‌ان‌بی‌سی به فیلم امتیاز کامل (پنج ستاره) داد و در تمجید از آن ذکر کرد که این فیلم توانسته جیمز باند را «به ریشه‌هایش» بازگرداند؛ مثل فیلم از روسیه با عشق که تمرکز روی شخصیت و طرح داستان قرار داشت، نه روی ابزارهای پیشرفته و جلوه‌های بصری که باعث انتقاد شدید از فیلم روزی دیگر بمیر شدند. مجلهٔ آمریکایی انترتینمنت ویکلی این فیلم را به‌عنوان پنجمین فیلم برتر در مجموعهٔ جیمز باند معرفی کرد و وسپر لیند را به‌عنوان چهارمین باند گرل برتر این مجموعه برگزید. این مجله همچنین در سال ۲۰۰۸، کازینو رویال را به‌عنوان نوزدهمین فیلم برتر طی ۲۵ سال گذشته معرفی کرد. نویسندگان و منتقدان برخی از روزنامه‌ها آن‌قدر تحت تأثیر عملکرد خوب دنیل کریگ قرار گرفته بودند که او را لایق نامزدی برای جایزهٔ اسکار می‌دیدند.
راجر ایبرت به فیلم امتیاز چهار از چهار ستاره داد و در نقد خود نوشت: «کریگ موفق شده جیمز باند فوق‌العاده‌ای خلق کند… جیمز باندی که حس یک مرد سرسخت را منتقل می‌کند، مجروح از کار و زندگی؛ با این‌حال به مردم و مسائل خوب یا بد اهمیت می‌دهد» و نیز، این فیلم «پاسخ تمام شکایات مرا نسبت به این مجموعهٔ ۴۵ ساله در خود دارد» خصوصاً پاسخ این‌که «چرا هیچ‌کس در فیلم‌های جیمز باند هرگز احساسات واقعی نداشته». او همچنین حس تعلیق در صحنهٔ رویارویی لوشیفر با باند در طول بازی پوکر را، جایی‌که از چشم چپ لوشیفر خون می‌آید، مورد اشاره قرار داد. جاشوا روتکف از مجلهٔ تایم اوت نیز کریگ را «بهترین باند در تاریخ فرنچایز» نامید.
اجرای اوا گرین در نقش وسپر لیند بسیار جلب توجه کرد و از لحاظ پیچیدگی در شخصیت‌پردازی ستایش شد. رسانهٔ آی‌جی‌ان نیز شخصیت وسپر لیند را بهترین زن اغواگر دانست و آن را بهترین باند گرل در مجموعهٔ جیمز باند توصیف کرد. دیوید ادلستین از مجلهٔ نیویورک نیز گفت: «میکلسن به‌نحوی ژتون‌های مستطیلی را میان انگشتانش می‌چرخاند که انگار نسل جدیدی از آخوندک [متفکر] است. شخصیت او واقعاً ترسناک است».
ویکی آلن از روزنامهٔ ساندی هرالد خاطرنشان کرد که مؤلفه‌های جنسی در این فیلم روی خود جیمز باند، نه معشوقه‌هایش، عینیت یافته‌اند؛ مثلاً صحنه‌ای که باند با تن برهنه از دریا بیرون می‌آید، هانی رایدر با بازی اورسولا اندرس در فیلم دکتر نو (۱۹۶۳) را تداعی می‌کند. «اگرچه امروزه غیرقابل تصور است که در جریان فیلم، شخصیت زنی برهنه و تهدید به ختنه شود، ولی این اتفاق در [فیلم] دقیقاً برای باند می‌افتد». اگرچه کازینو رویال تحت تأثیر انتقادات گذشته، از ابژه جنسی‌بودن باند گرل‌ها عقب‌نشینی کرده، «در عوض، جیمز باند شکست‌ناپذیر را برای اولین‌بار تبدیل به یکی از همین ابژه‌ها کرده». اندرو ساریس از نیویورک آبزرور نوشت که این فیلم منحصربه‌فرد باند «اولین فیلمی است که من جداً می‌خواهم آن را در فهرست ده‌تای برتر سالانه خودم قرار دهم. به‌علاوه، من دنیل کریگ را مؤثرترین و جذاب‌ترین فرد در بین شش بازیگر نقش مأمور ۰۰۷ می‌بینم، حتی بالاتر از شان کانری».
راجر مور نوشت: «دنیل کریگ در اولین بازی خود مرا بسیار تحت تأثیر قرار داد. او یک بعد بی‌رحم‌تر و اصلاح‌نشده به شخصیت باند اضافه کرده که فکر می‌کنم شان [کانری] مجبور شده بود از آن عبور کند. تفسیر کریگ با هر چیزی که قبلاً دیده‌ام، متفاوت بود. جیمی باند مستقل از بقیه، راه خودش را می‌رود و مرتکب اشتباه می‌شود. صحنهٔ تنبیه‌شدن او توسط ام جالب است، همان‌طورکه یک دانش‌آموز سرکش توسط مدیر مدرسه مجازات می‌شود. فیلم‌نامه او را شخصیتی آسیب‌پذیر، گرفتار و ناقص نشان می‌داد؛ کاملاً برعکس باند من! باند کریگ خیلی بیشتر شبیه چیزی بود که ایان فلمینگ در رمان‌هایش توصیف کرده: ماشین آدم‌کشی بی‌رحم. این همان باندی بود که عموم مردم می‌خواستند». مور آن‌قدر تحت تأثیر قرار گرفته بود که در نهایت نسخهٔ دی‌وی‌دی فیلم را خریداری کرد. ریموند بنسون، نویسندهٔ نه رمان از رمان‌های جیمز باند، کازینو رویال را «یک فیلم جیمز باندی کامل» نامید.
کازینو رویال با نظرات منفی از سوی دیگر منتقدان هم مواجه شد. جان بی‌فوس از روزنامهٔ کامرشیال اپیل گفت: «چه کسی می‌خواهد ببیند که باند از تمایلات نفسانی‌اش درس عبرت می‌گیرد؟» آنتونی لین از مجلهٔ نیویورکر نیز با انتقاد از ترسیم ناقص و خودآگاه شخصیت باند، گفت: «به‌عبارت دیگر، حتی جیمز باند هم می‌خواهد در جایگاه مأمور ۰۰۷ باشد».
اگرچه مایکل مدود به کازینو رویال سه ستاره از چهار ستاره داد، ولی آن را «اقتباسی جذاب، جسورانه و بسیار بدیع…، باورپذیرتر و غیر کارتونی‌تر از فیلم‌های عجیب و غریب قبلی مأمور ۰۰۷» توصیف کرد. او همچنین اظهار داشت که «سرعت کند داستان در لحظاتی از فیلم می‌تواند برای برخی از طرفداران باند ناامیدکننده باشد». منتقدانی مانند امانوئل لوی احساس می‌کردند که پایان فیلم بسیار کش‌دار شده و تبهکاران تروریست نیز فاقد عمق هستند؛ اگرچه او کریگ را تحسین کرد و به فیلم نمرهٔ کلی «B+» داد. از جمله منتقدانی که واکنش منفی نشان دادند، تیم آدامز از مجلهٔ بریتانیایی آبزرور بود که احساس می‌کرد برای تاریک‌ترکردن فضا، فیلم ناراحت‌کننده‌ای ساخته‌اند.
محمد عبدی در پایگاه اینترنتی بی‌بی‌سی فارسی عنوان کرد: «به نظر می‌رسد [دنیل کریگ] می‌تواند تماشاگر را راضی نگه دارد و پیشاپیش برای جیمز باند بعدی در سال ۲۰۰۸ جای پایش را محکم کند». او در ادامه افزود که «فیلم‌های جیمز باند برمبنای یک رشته کلیشهٔ از پیش تعیین‌شده بنا می‌شوند… و بر سه رکن اصلی اکشن، سکس و خشونت استوارند… و کازینو رویال اساساً و کاملاً از همین سه رکن اصلی تبعیت می‌کند و به هیچ وجه هم قصد هیچ‌گونه نوآوری و خلاقیت تازه ندارد».

## افتخارات
در مراسمی که توسط آکادمی هنرهای سینما و تلویزیون بریتانیا (بفتا) در سال ۲۰۰۶ برگزار شد، کازینو رویال در نه حوزه نامزد دریافت جایزه شد (از جمله جایزهٔ الکساندر کوردا برای بهترین فیلم سال در بریتانیا و جایزهٔ آنتونی آسکوئیث برای بهترین موسیقی فیلم) و درنهایت جایزهٔ بهترین صداگذاری را دریافت کرد. در این مراسم، جایزهٔ ستاره نوظهور نیز به اوا گرین برای بازی در نقش وسپر لیند رسید.

این فیلم در آکادمی فیلم‌های علمی‌تخیلی، فانتزی و ترسناک سال ۲۰۰۷، نامزد دریافت پنج جایزهٔ ساترن شد و در پایان مراسم، به‌عنوان بهترین فیلم اکشن یا ماجرایی انتخاب گردید. راتن تومیتوز نیز کازینو رویال را به‌عنوان بهترین فیلم اکران گسترده سال انتخاب کرد و جایزهٔ گوجهٔ طلایی را به آن اعطا کرد. کازینو رویال همچنین نامزد دریافت بسیاری از جوایز بین‌المللی دیگر برای فیلمنامه (جایزهٔ ادگار)، تدوین فیلم (جایزهٔ آنلاین سینما)، جلوه‌های بصری (جایزهٔ دربی طلایی) و طراحی صحنه شد.
دنیل کریگ اولین بازیگری بود که برای بازی در نقش جیمز باند، نامزدی جایزهٔ بفتا را دریافت کرد. او همچنین توانست جایزهٔ بهترین بازیگر مرد را از روزنامهٔ ایونینگ استاندارد بریتانیا دریافت کند.
| عنوان                                          | حوزه                                                         | دریافت‌کننده                                                               | نتیجه    | منبع    |
| ---------------------------------------------- | ------------------------------------------------------------ | ------------------------------------------------------------------------- | -------- | ------- |
| جایزهٔ تدوین‌گران سینمای آمریکا                  | بهترین تدوین برای فیلم بلند در ژانر درام                     | استوارت برد                                                               | نامزدشده | [ ۱۲۸ ] |
| جایزهٔ صنف کارگردانان هنری                      | برترین طراحی صحنه برای فیلم معاصر                            | پیتر لامونت                                                               | برنده    | [ ۱۲۹ ] |
| جایزهٔ آکادمی هنر بریتانیا (بفتا)               | بهترین بازیگر نقش اول مرد                                    | دنیل کریگ                                                                 | نامزدشده | [ ۱۱۹ ] |
| جایزهٔ آکادمی هنر بریتانیا (بفتا)               | بهترین فیلمنامۀ اقتباسی                                      | نیل پرویس، رابرت وید و پل هگیس                                            | نامزدشده | [ ۱۱۹ ] |
| جایزهٔ آکادمی هنر بریتانیا (بفتا)               | بهترین فیلم‌برداری                                            | فیل میهیو                                                                 | نامزدشده | [ ۱۱۹ ] |
| جایزهٔ آکادمی هنر بریتانیا (بفتا)               | بهترین تدوین                                                 | استوارت برد                                                               | نامزدشده | [ ۱۱۹ ] |
| جایزهٔ آکادمی هنر بریتانیا (بفتا)               | بهترین موسیقی غیراقتباسی                                     | دیوید آرنولد                                                              | نامزدشده | [ ۱۱۹ ] |
| جایزهٔ آکادمی هنر بریتانیا (بفتا)               | بهترین طراحی صحنه                                            | پیتر لامونت، لی سندلس و سایمون ویک‌فیلد                                    | نامزدشده | [ ۱۱۹ ] |
| جایزهٔ آکادمی هنر بریتانیا (بفتا)               | بهترین صداگذاری                                              | کریس مونرو، ادی جوزف، مایک پرست‌وود اسمیت، مارتین کانت‌ول و مارک تیلور      | برنده    | [ ۱۱۹ ] |
| جایزهٔ آکادمی هنر بریتانیا (بفتا)               | بهترین جلوه‌های ویژۀ بصری                                     | استیو بگ، کریس کوربولد، جان پاول دوچرتی و دیچ دوی                         | نامزدشده | [ ۱۱۹ ] |
| جایزهٔ آکادمی هنر بریتانیا (بفتا)               | فیلم برجستۀ بریتانیا                                         | مایکل ویلسون، باربارا براکلی، مارتین کمبل، نیل پرویس، رابرت وید و پل هگیس | نامزدشده | [ ۱۱۹ ] |
| جایزهٔ صنف طراحان لباس                          | بهترین عملکرد در فیلم معاصر                                  | لیندی همینگ                                                               | نامزدشده | [ ۱۳۰ ] |
| جایزهٔ ستلایت                                   | بهترین موسیقی غیراقتباسی                                     | کریس کرنل و دیوید آرنولد برای آهنگ اسمم را می‌دانی                         | برنده    | [ ۱۳۱ ] |
| جایزهٔ ساترن                                    | بهرتین فیلم اکشن یا ماجرایی                                  | کازینو رویال                                                              | برنده    | [ ۱۳۲ ] |
| جایزهٔ ساترن                                    | بهیترین بازیگر مرد                                           | دنیل کریگ                                                                 | نامزدشده | [ ۱۳۲ ] |
| جایزهٔ ساترن                                    | بهترین بازیگر زن در نقش مکمل                                 | اوا گرین                                                                  | نامزدشده | [ ۱۳۲ ] |
| جایزهٔ ساترن                                    | بهترین فیلمنامه                                              | نیل پرویس، رابرت وید و پل هگیس                                            | نامزدشده | [ ۱۳۲ ] |
| جایزهٔ ساترن                                    | بهترین موسیقی فیلم                                           | دیوید آرنولد                                                              | نامزدشده | [ ۱۳۲ ] |
| جایزهٔ انجمن جلوه‌های بصری                       | بهترین جلوه‌های ویژه برای فیلم بلند                           | کریس کوربولد، پیتر ناتلی، ایان لو و روی کوئین                             | برنده    |         |
| جایزهٔ ملی فیلم انگلیس                          | بهترین فیلم ماجرایی یا اکشن                                  | کازینو رویال                                                              | برنده    | [ ۱۳۳ ] |
| جایزهٔ ملی فیلم انگلیس                          | بهترین بازیگر نقش اول مرد                                    | دنیل کریگ                                                                 | نامزدشده | [ ۱۳۳ ] |
| جایزهٔ ملی فیلم انگلیس                          | بهترین بازیگر نقش اول زن                                     | جودی دنچ                                                                  | نامزدشده | [ ۱۳۳ ] |
| جایزهٔ ملی فیلم انگلیس                          | بهترین بازیگر نقش اول زن                                     | اوا گرین                                                                  | نامزدشده | [ ۱۳۳ ] |
| جایزهٔ مجله سینمایی امپایر                      | بهترین فیلم                                                  | کازینو رویال                                                              | برنده    | [ ۱۳۴ ] |
| جایزهٔ مجله سینمایی امپایر                      | بهترین بازیگر نقش اول مرد                                    | دنیل کریگ                                                                 | برنده    | [ ۱۳۴ ] |
| جایزهٔ مجله سینمایی امپایر                      | بهترین بازیگر نوظهور زن                                      | اوا گرین                                                                  | برنده    | [ ۱۳۴ ] |
| جایزهٔ مجله سینمایی امپایر                      | سکانس سال                                                    | تعقیب‌وگریز در ماداگاسکار                                                  | نامزدشده | [ ۱۳۴ ] |
| جایزهٔ مجلۀ ایونینگ استاندارد                   | بهترین بازیگر مرد                                            | دنیل کریگ                                                                 | برنده    | [ ۱۳۵ ] |
| جایزهٔ انجمن منتقدان فیلم فونیکس                | بهترین بدلکاری                                               | کازینو رویال                                                              | برنده    |         |
| جایزهٔ آکادمی ضبط (گرمی)                        | بهترین ترانه برای فیلم، تلویزیون یا سایر رسانه‌های تصویری     | دیوید آرنولد و کریس کرنل برای ترانه اسمم را می‌دانی                        | نامزدشده | [ ۱۳۶ ] |
| حلقۀ منتقدان فیلم اوکلاهما                     | ده فیلم برتر                                                 | کازینو رویال                                                              | برنده    | [ ۱۳۷ ] |
| جایزه راتن تومیتوز                             | گوجۀ طلایی برای بهترین فیلم                                  | کازینو رویال                                                              | برنده    | [ ۱۳۸ ] |
| جایزهٔ سینما و تلویزیون ایرلند                  | بهترین فیلم                                                  | کازینو رویال                                                              | نامزدشده |         |
| جایزهٔ سینما و تلویزیون ایرلند                  | جایزۀ مخاطبان برای بهترین بازیگر مرد                         | دنیل کریگ                                                                 | نامزدشده |         |
| جایزهٔ سینما و تلویزیون ایرلند                  | جایزۀ مخاطبان برای بهترین بازیگر زن                          | اوا گرین                                                                  | نامزدشده |         |
| جایزهٔ جامعه فیلم‌برداران بریتانیا               | بهترین فیلم‌برداری                                            | فیل میهیو                                                                 | برنده    |         |
| جایزهٔ انجمن آنلاین سینما و تلویزیون            | بهترین تدوین برای جلوه‌های صوتی                               | مارتین کانت‌ول و ادی جوزف                                                  | نامزدشده |         |
| جایزهٔ انجمن آنلاین سینما و تلویزیون            | بهترین جلوه‌های بصری                                          | استیون بگ، کریس کوربولد، جان پل دوچرتی و دیچ دوی                          | نامزدشده |         |
| جایزهٔ انجمن آنلاین سینما و تلویزیون            | بهترین سکانس عنوان‌بندی                                       | کازینو رویال                                                              | برنده    |         |
| جایزهٔ بین‌المللی منتقدان موسیقی فیلم            | بهترین موسیقی غیراقتباسی برای فیلم اکشن یا ماجرایی یا هیجانی | دیوید آرنولد                                                              | نامزدشده | [ ۱۳۹ ] |
| جایزهٔ جوپیتر                                   | بهترین فیلم بین‌المللی                                        | کازینو رویال                                                              | برنده    |         |
| جایزهٔ اتحادیه ملی روزنامه‌نگاران سینمای ایتالیا | روبان نقره‌ای برای بهترین کارگردان اروپا                      | مارتین کمبل                                                               | نامزدشده |         |
| جایزهٔ فیلم ام‌تی‌وی                              | بهترین فیلم بین‌المللی                                        | کازینو رویال                                                              | برنده    |         |
| جایزهٔ ادگار                                    | بهترین فیلمنامه                                              | نیل پرویس، رابرت وید، پل هگیس و ایان فلمینگ                               | نامزدشده | [ ۱۴۰ ] |

## واژه‌نامه
1. ↑  SKYFLEET
2. ↑  The name's Bond, James Bond
3. ↑  René Mathis
4. ↑  Mr. White
5. ↑  Steven Obanno
6. ↑  Alex Dimitrios
7. ↑  Felix Leiter
8. ↑  Valenka
9. ↑  Solange
10. ↑  Ocean Club
11. ↑  Mollaka
12. ↑  Dryden
13. ↑  Lord Lucan
14. ↑  The Hildebrand Rarity
15. ↑  007 in New York
16. ↑  Thunderball
17. ↑  Janet Hirshenson
18. ↑  Jane Jenkins
19. ↑  Rigid Raider
20. ↑  HMS President
21. ↑  The name's Bland– James Bland
22. ↑  Debbie McWilliams
23. ↑  Dunsfold
24. ↑  Millbrook
25. ↑  Albany House
26. ↑  Hotel Splendide
27. ↑  Spirit Yacht
28. ↑  Villa del Balbianello
29. ↑  Villa La Gaeta
30. ↑  Madam Wu
31. ↑  Ling
32. ↑  Daniel Kleinman
33. ↑  Chris Corbould
34. ↑  Terry Madden
35. ↑  Ian Lowe
36. ↑  Adam Kirley
37. ↑  Nicholas Dodd
38. ↑  You Know My Name
39. ↑  Kieron Sharp
40. ↑  generally favorable reviews
41. ↑  Paul Arendt
42. ↑  Kim Newman
43. ↑  Joshua Rothkopf
44. ↑  Vicky Allan
45. ↑  John Beifuss
46. ↑  Anthony Lane
47. ↑  Emanuel Levy
48. ↑  Tim Adams
49. ↑  Alexander Korda
50. ↑  Anthony Asquith